# إسماعيل أنزور
إسماعيل أنزور (بالإنجليزية: Ismail Anzor) مخرج وممثل سينمائي سوري.

## حياته
ولد في حلب، عام 1903 ميلادية، وتوفي عام 1981.

## المهنة
بعد أن درس الهندسة الزراعية في اسطنبول، سافر إلى فيينا لدراسة الإخراج، وعمل مساعد مخرج مع التركي أرطغرل محسن، وعند عودته إلى سوريا إلتقى رشيد جلال، واتفقا على تأسيس شركة هليوس فيلم، وتعاونا لإنتاج فيلم روائي صامت بعنوان تحت سماء دمشق، الذي كان سيفتح الطريق لسينما كان يمكن أن تكون متطورة لو أن الظروف سنحت لمتابعة هذه الخطوة، لكن الظروف التي أحاطت بالفيلم وإنتاجه وعرضه لم تكن في مصلحته، فقد تزامن عرضه مع عرض فيلم مصري ناطق وغنائي يشترك في تمثيله ممثلات فرنسيات. فهل كان يمكن - كما يتساءل هيثم حقي «لفيلم صامت أن يصمد أمام هذا الفيلم أنشودة الفؤاد المليء بالأغاني والحسناوات»، وبعد شهرين من تعود الجمهور على الأفلام الناطقة في صالة العباسية، قام أصحاب الفيلم بانتقاء إسطوانات موسيقى عربية يمكن أن تذاع مع الفيلم، لكن السلطات الفرنسية أوقفت عرض الفيلم بحجة أن صانعيه لم يدفعوا حقوق التأليف الموسيقي، وطالبتهم بدفع تعويضات، جعلت الفيلم يخسر حوالي ثلاثمة ليرة ذهبية عثمانية تقاسمها الشركاء بالتساوي.
وانفض الشركاء المنتجون، وأصيب المخرج بالإحباط، هذا الفشل دفع بالمخرج إسماعيل لمغادرة المهنة، والاتجاه للكلية الحربية السورية في حمص عام 1946، وأصبح آمر فصيلة خيالة وشارك في معارك 1948 في فلسطين وفيها استشهد أخوه جواد.
عاد إلى التصوير حين أسس مع رشيد جلال أول استوديو في الجيش، وأنجز إسماعيل آنزور في الخمسينات عدداً من الأفلام الوثائقية للجيش.